# Astragalus harbisonii
Astragalus harbisonii är en ärtväxtart som beskrevs av Rupert Charles Barneby. Astragalus harbisonii ingår i släktet vedlar, och familjen ärtväxter. Inga underarter finns listade i Catalogue of Life.